# Demotispa
Demotispa is een geslacht van kevers uit de familie bladkevers (Chrysomelidae).
De wetenschappelijke naam van het geslacht werd in 1858 gepubliceerd door Joseph Sugar Baly.

## Soorten
- Demotispa baeri (Pic, 1926)
- Demotispa basalis (Weise, 1910)
- Demotispa biplagiata (Pic, 1923)
- Demotispa boliviana (Weise, 1910)
- Demotispa bondari (Spaeth, 1938)
- Demotispa brunneofasciata Borowiec, 2000
- Demotispa brunneofasciata Borowiec, 2000
- Demotispa carinata (Pic, 1934)
- Demotispa cayenensis (Pic, 1923)
- Demotispa consobrina (Weise, 1910)
- Demotispa discoideum (Boheman, 1850)
- Demotispa elaeicola (Aslam, 1965)
- Demotispa fallaciosa (Pic, 1923)
- Demotispa flavipennis (Pic, 1923)
- Demotispa florianoi (Bondar, 1942)
- Demotispa germaini (Weise, 1905)
- Demotispa gomescostai (Bondar, 1943)
- Demotispa lata (Baly, 1885)
- Demotispa limbata (Pic, 1928)
- Demotispa limbata Baly, 1885
- Demotispa limbatella (Boheman, 1862)
- Demotispa madoni (Pic, 1936)
- Demotispa moesta (Weise, 1910)
- Demotispa neivai (Bondar, 1940)
- Demotispa nigronotata (Pic, 1936)
- Demotispa pallida Baly, 1858
- Demotispa pallida Baly, 1858
- Demotispa sallei Baly, 1858
- Demotispa scutellaris (Pic, 1926)
- Demotispa submarginata (Pic, 1934)
- Demotispa tricolor (Weise, 1905)